# Diocesi di Sangmélima
La diocesi di Sangmélima (in latino Dioecesis Sangmelimaensis) è una sede della Chiesa cattolica in Camerun suffraganea dell'arcidiocesi di Yaoundé. Nel 2022 contava 105.500 battezzati su 227.000 abitanti. È retta dal vescovo Christophe Zoa.

## Territorio
La diocesi comprende il dipartimento di Dja e Lobo nella regione del Sud in Camerun.
Sede vescovile è la città di Sangmélima, dove si trova la cattedrale di Nostra Signora di Sangmélima.
Il territorio è suddiviso in 39 parrocchie.

## Storia
La diocesi è stata eretta il 18 gennaio 1963 con la bolla Quod superno di papa Giovanni XXIII, ricavandone il territorio dall'arcidiocesi di Yaoundé.
Il 20 maggio 1991 ha ceduto una porzione del suo territorio a vantaggio dell'erezione della diocesi di Ebolowa-Kribi, successivamente divisa fra la diocesi di Ebolowa e la diocesi di Kribi.

## Cronotassi dei vescovi
Si omettono i periodi di sede vacante non superiori ai 2 anni o non storicamente accertati.
- Pierre-Célestin Nkou † (18 gennaio 1963 - 16 maggio 1983 deceduto)
- Jean-Baptiste Ama † (22 luglio 1983 - 20 maggio 1991 nominato vescovo di Ebolowa-Kribi)
- Raphaël Marie Ze † (23 gennaio 1992 - 4 dicembre 2008 ritirato)
- Christophe Zoa, dal 4 dicembre 2008

## Statistiche
La diocesi nel 2022 su una popolazione di 227.000 persone contava 105.500 battezzati, corrispondenti al 46,5% del totale.
| anno | popolazione | popolazione | popolazione | presbiteri | presbiteri | presbiteri | presbiteri                | diaconi | religiosi | religiosi | parrocchie |
| anno | battezzati  | totale      | %           | numero     | secolari   | regolari   | battezzati per presbitero | diaconi | uomini    | donne     | parrocchie |
| ---- | ----------- | ----------- | ----------- | ---------- | ---------- | ---------- | ------------------------- | ------- | --------- | --------- | ---------- |
| 1969 | 83.100      | 235.000     | 35,4        | 48         | 15         | 33         | 1.731                     |         | 46        | 51        | 20         |
| 1980 | 101.544     | 293.000     | 34,7        | 50         | 27         | 23         | 2.030                     |         | 27        | 77        | 26         |
| 1990 | 140.581     | 418.000     | 33,6        | 56         | 15         | 41         | 2.510                     |         | 42        | 82        | 31         |
| 1999 | 56.536      | 149.017     | 37,9        | 10         | 6          | 4          | 5.653                     |         | 4         | 30        | 14         |
| 2000 | 56.536      | 149.017     | 37,9        | 11         | 7          | 4          | 5.139                     |         | 4         | 32        | 15         |
| 2001 | 56.536      | 149.017     | 37,9        | 14         | 10         | 4          | 4.038                     |         | 5         | 31        | 15         |
| 2002 | 56.536      | 149.017     | 37,9        | 13         | 11         | 2          | 4.348                     |         | 4         | 31        | 15         |
| 2003 | 56.536      | 149.017     | 37,9        | 20         | 16         | 4          | 2.826                     |         | 5         | 32        | 15         |
| 2004 | 85.001      | 149.464     | 56,9        | 19         | 16         | 3          | 4.473                     |         | 3         | 28        | 15         |
| 2010 | 90.220      | 180.000     | 50,1        | 29         | 25         | 4          | 3.111                     |         | 7         | 35        | 20         |
| 2014 | 90.608      | 194.800     | 46,5        | 30         | 23         | 7          | 3.020                     |         | 10        | 31        | 23         |
| 2017 | 92.710      | 198.140     | 46,8        | 38         | 28         | 10         | 2.439                     |         | 11        | 33        | 30         |
| 2020 | 100.864     | 216.075     | 46,7        | 46         | 34         | 12         | 2.192                     |         | 16        | 30        | 39         |
| 2022 | 105.500     | 227.000     | 46,5        | 47         | 34         | 13         | 2.244                     |         | 48        | 28        | 39         |